# Нови Хебриди
Нови Хебриди (енгл. New Hebrides, фр. Nouvelles-Hébrides) је некадашње име архипелага у Јужном Пацифику, данас познатог као Вануату. Име је острвима дао капетан Џејмс Кук, иако су пре њега до острва стигли португалски и француски истраживачи. Овом територијом су заједнички владале Велика Британија и Француска од 1906. до 1980. у форми кондоминијума. Стицањем независности 1980, нова држава је променила колонијално име. 